# Abdoh Otaif
Abdoh Ibrahim Otaif (in arabo عبده عطيف‎?; Riyad, 1º aprile 1984) è un ex calciatore saudita, di ruolo centrocampista.

## Palmarès

### Club

#### Competizioni nazionali
- Campionato saudita: 2

Al-Shabab: 2004, 2006